# Lamprophis guttatus
Espèce
Statut de conservation UICN

 LC  : Préoccupation mineure
Synonymes
- Lycodon guttatus Smith, 1843
- Alopecion annulifer Duméril & Bibron, 1854

Lamprophis guttatus est une espèce de serpents de la famille des Lamprophiidae. 

## Répartition
Cette espèce se rencontre en Namibie, en Afrique du Sud et au Swaziland.

## Publication originale
- Smith, 1843 : Illustrations of the Zoology of South Africa, consisting chiefly of Figures and Descriptions of the Objects of Natural History collected during an Expedition into the Interior of South Africa, in the years 1834, 1835, and 1836 . . . vol. 3, Reptilia. Smith, Elder, and Co., London (texte intégral).